# Gran Premio di superbike di Monza 2003
Il Gran Premio di superbike di Monza 2003 è stato la quarta prova su dodici del campionato mondiale Superbike 2003, disputato il 18 maggio sull'autodromo nazionale di Monza, in gara 1 ha visto la vittoria di Neil Hodgson davanti a Régis Laconi e Gregorio Lavilla, lo stesso pilota si è ripetuto anche in gara 2, davanti a Gregorio Lavilla e Pierfrancesco Chili.
La vittoria nella gara valevole per il campionato mondiale Supersport 2003 è stata ottenuta da Chris Vermeulen, mentre la gara del campionato Europeo della classe Superstock viene vinta da Michel Fabrizio.

## Risultati

### Gara 1

#### Arrivati al traguardo[5]
| Pos. | Nº  | Pilota              | Squadra                  | Motocicletta       | Giri | Tempo     | Griglia | Punti |
| ---- | --- | ------------------- | ------------------------ | ------------------ | ---- | --------- | ------- | ----- |
| 1º   | 100 | Neil Hodgson        | Ducati Fila              | Ducati 999F03      | 18   | 32:38.264 | 1º      | 25    |
| 2º   | 55  | Régis Laconi        | Caracchi NCR Nortel Net. | Ducati 998RS       | 18   | +0:00.352 | 4º      | 20    |
| 3º   | 10  | Gregorio Lavilla    | Alstare Suzuki           | Suzuki GSX-R 1000  | 18   | +0:00.389 | 5º      | 16    |
| 4º   | 52  | James Toseland      | HM Plant Ducati          | Ducati 998F02      | 18   | +0:00.396 | 3º      | 13    |
| 5º   | 7   | Pierfrancesco Chili | PSG-1                    | Ducati 998RS       | 18   | +0:01.617 | 2º      | 11    |
| 6º   | 9   | Chris Walker        | HM Plant Ducati          | Ducati 998F02      | 18   | +0:24.138 | 7º      | 10    |
| 7º   | 11  | Rubén Xaus          | Ducati Fila              | Ducati 999F03      | 18   | +0:30.889 | 15º     | 9     |
| 8º   | 20  | Marco Borciani      | D.F.X. Racing            | Ducati 998RS       | 18   | +0:31.609 | 9º      | 8     |
| 9º   | 99  | Steve Martin        | D.F.X. Racing            | Ducati 998RS       | 18   | +0:32.877 | 12º     | 7     |
| 10º  | 19  | Lucio Pedercini     | Team Pedercini           | Ducati 998RS       | 18   | +0:35.902 | 6º      | 6     |
| 11º  | 39  | Alessandro Gramigni | Nuvolari 391             | Yamaha YZF R1      | 18   | +0:41.700 | 10º     | 5     |
| 12º  | 31  | Vittorio Iannuzzo   | Alstare Suzuki           | Suzuki GSX 1000R   | 18   | +0:45.872 | 8º      | 4     |
| 13º  | 4   | Troy Corser         | Foggy Petronas Racing    | Petronas Foggy FP1 | 18   | +0:54.204 | 11º     | 3     |
| 14º  | 6   | Mauro Sanchini      | Kawasaki Bertocchi       | Kawasaki ZX7RR     | 18   | +1:13.406 | 14º     | 2     |
| 15º  | 28  | Serafino Foti       | Team Pedercini           | Ducati 998RS       | 18   | +1:27.704 | 18º     | 1     |
| 16º  | 16  | Sergio Fuertes      | MIR Racing               | Suzuki GSX 1000R   | 18   | +1:31.924 | 23º     |       |
| 17º  | 82  | Lorenzo Mauri       | Gi.Bi. Team              | Ducati 996 RS      | 17   | +1 giro   | 24º     |       |
| 18º  | 50  | Marco Masetti       | Caracchi NCR Nortel Net. | Ducati 996 RS      | 17   | +1 giro   | 22º     |       |

#### Ritirati
| Nº | Pilota             | Squadra                | Motocicletta       | Giri | Griglia |
| -- | ------------------ | ---------------------- | ------------------ | ---- | ------- |
| 5  | Ivan Clementi      | Kawasaki Bertocchi     | Kawasaki ZX7RR     | 16   | 17º     |
| 8  | James Haydon       | Foggy Petronas Racing  | Petronas Foggy FP1 | 14   | 20º     |
| 15 | Giovanni Bussei    | UnionBike GiMotorsport | Yamaha YZF R1      | 12   | 13º     |
| 91 | Walter Tortoroglio | White Endurance        | Honda VTR 1000 SP2 | 2    | 21º     |

### Gara 2

#### Arrivati al traguardo[6]
| Pos. | Nº  | Pilota              | Squadra                  | Motocicletta       | Giri | Tempo     | Griglia | Punti |
| ---- | --- | ------------------- | ------------------------ | ------------------ | ---- | --------- | ------- | ----- |
| 1º   | 100 | Neil Hodgson        | Ducati Fila              | Ducati 999F03      | 18   | 32:41.366 | 1º      | 25    |
| 2º   | 10  | Gregorio Lavilla    | Alstare Suzuki           | Suzuki GSX-R 1000  | 18   | +0:00.044 | 5º      | 20    |
| 3º   | 7   | Pierfrancesco Chili | PSG-1                    | Ducati 998RS       | 18   | +0:00.657 | 2º      | 16    |
| 4º   | 55  | Régis Laconi        | Caracchi NCR Nortel Net. | Ducati 998RS       | 18   | +0:00.998 | 4º      | 13    |
| 5º   | 52  | James Toseland      | HM Plant Ducati          | Ducati 998F02      | 18   | +0:06.379 | 3º      | 11    |
| 6º   | 9   | Chris Walker        | HM Plant Ducati          | Ducati 998F02      | 18   | +0:27.289 | 7º      | 10    |
| 7º   | 99  | Steve Martin        | D.F.X. Racing            | Ducati 998RS       | 18   | +0:39.585 | 12º     | 9     |
| 8º   | 20  | Marco Borciani      | D.F.X. Racing            | Ducati 998RS       | 18   | +0:39.820 | 9º      | 8     |
| 9º   | 31  | Vittorio Iannuzzo   | Alstare Suzuki           | Suzuki GSX 1000R   | 18   | +0:39.881 | 8º      | 7     |
| 10º  | 19  | Lucio Pedercini     | Team Pedercini           | Ducati 998RS       | 18   | +0:43.406 | 6º      | 6     |
| 11º  | 39  | Alessandro Gramigni | Nuvolari 391             | Yamaha YZF R1      | 18   | +0:51.240 | 10º     | 5     |
| 12º  | 6   | Mauro Sanchini      | Kawasaki Bertocchi       | Kawasaki ZX7RR     | 18   | +0:57.491 | 14º     | 4     |
| 13º  | 15  | Giovanni Bussei     | UnionBike GiMotorsport   | Yamaha YZF R1      | 18   | +0:57.503 | 13º     | 3     |
| 14º  | 28  | Serafino Foti       | Team Pedercini           | Ducati 998RS       | 18   | +1:30.656 | 18º     | 2     |
| 15º  | 91  | Walter Tortoroglio  | White Endurance          | Honda VTR 1000 SP2 | 18   | +1:41.410 | 21º     | 1     |
| 16º  | 50  | Marco Masetti       | Caracchi NCR Nortel Net. | Ducati 996 RS      | 18   | +1:49.762 | 22º     |       |
| 17º  | 82  | Lorenzo Mauri       | Gi.Bi. Team              | Ducati 996 RS      | 17   | +1 giro   | 24º     |       |

#### Ritirati
| Nº | Pilota         | Squadra               | Motocicletta       | Giri | Griglia |
| -- | -------------- | --------------------- | ------------------ | ---- | ------- |
| 11 | Rubén Xaus     | Ducati Fila           | Ducati 999F03      | 16   | 15º     |
| 5  | Ivan Clementi  | Kawasaki Bertocchi    | Kawasaki ZX7RR     | 15   | 17º     |
| 4  | Troy Corser    | Foggy Petronas Racing | Petronas Foggy FP1 | 14   | 11º     |
| 16 | Sergio Fuertes | MIR Racing            | Suzuki GSX 1000R   | 14   | 23º     |
| 8  | James Haydon   | Foggy Petronas Racing | Petronas Foggy FP1 | 12   | 20º     |

### Supersport

#### Arrivati al traguardo
| Pos. | Nº  | Pilota                   | Squadra               | Motocicletta    | Giri | Tempo     | Griglia | Punti |
| ---- | --- | ------------------------ | --------------------- | --------------- | ---- | --------- | ------- | ----- |
| 1º   | 7   | Chris Vermeulen          | Ten Kate Honda        | Honda CBR 600RR | 16   | 30'16.092 | 2º      | 25    |
| 2º   | 4   | Jurgen van den Goorbergh | Yamaha Belgarda       | Yamaha YZF R6   | 16   | +9.120    | 8º      | 20    |
| 3º   | 9   | Iain MacPherson          | Van Zon Honda T.K.R.  | Honda CBR 600RR | 16   | +12.236   | 5º      | 16    |
| 4º   | 3   | Stéphane Chambon         | Alstare Suzuki        | Suzuki GSX 600R | 16   | +12.251   | 6º      | 13    |
| 5º   | 1   | Fabien Foret             | Kawasaki R.T. KRT     | Kawasaki ZX6RR  | 16   | +13.529   | 10º     | 11    |
| 6º   | 116 | Sébastien Charpentier    | Klaffi Honda          | Honda CBR 600RR | 16   | +13.817   | 11º     | 10    |
| 7º   | 93  | Christian Kellner        | Yamaha Deutschland    | Yamaha YZF R6   | 16   | +14.249   | 17º     | 9     |
| 8º   | 15  | Alessio Corradi          | Italia Spadaro F.R.   | Yamaha YZF R6   | 16   | +14.562   | 9º      | 8     |
| 9º   | 17  | Pere Riba                | Kawasaki R.T. KRT     | Kawasaki ZX6RR  | 16   | +15.277   | 3º      | 7     |
| 10º  | 2   | Katsuaki Fujiwara        | Alstare Suzuki        | Suzuki GSX 600R | 16   | +16.066   | 4º      | 6     |
| 11º  | 18  | Robert Ulm               | Klaffi Honda          | Honda CBR 600RR | 16   | +16.962   | 12º     | 5     |
| 12º  | 12  | Christophe Cogan         | Dark Dog Honda BKM    | Honda CBR 600RR | 16   | +22.577   | 15º     | 4     |
| 13º  | 86  | Barry Veneman            | Esha Kobutex Honda    | Honda CBR 600RR | 16   | +29.549   | 18º     | 3     |
| 14º  | 16  | Simone Sanna             | Yamaha Belgarda       | Yamaha YZF R6   | 16   | +30.447   | 13º     | 2     |
| 15º  | 23  | Broc Parkes              | Dark Dog Honda BKM    | Honda CBR 600RR | 16   | +38.193   | 20º     | 1     |
| 16º  | 89  | Alessandro Polita        | Team Trasimeno        | Yamaha YZF R6   | 16   | +38.258   | 16º     |       |
| 17º  | 71  | Werner Daemen            | Van Zon Honda T.K.R.  | Honda CBR 600RR | 16   | +38.336   | 7º      |       |
| 18º  | 88  | Ivan Goi                 | Team Tienne           | Yamaha YZF R6   | 16   | +41.214   | 25º     |       |
| 19º  | 21  | Matthieu Lagrive         | Yamaha France - Ipone | Yamaha YZF R6   | 16   | +48.719   | 22º     |       |
| 20º  | 34  | Didier Van Keymeulen     | Saveko Racing         | Kawasaki ZX6RR  | 16   | +58.130   | 24º     |       |
| 21º  | 87  | Antonio Carlacci         | Start Team            | Yamaha YZF R6   | 16   | +1'03.748 | 23º     |       |
| 22º  | 22  | Stefano Cruciani         | Kawasaki Bertocchi    | Kawasaki ZX6RR  | 16   | +1'11.456 | 27º     |       |
| 23º  | 11  | Arno Visscher            | Saveko Racing         | Kawasaki ZX6RR  | 16   | +1'29.351 | 26º     |       |

#### Ritirati
| Nº | Pilota                | Squadra               | Motocicletta    | Giri | Griglia |
| -- | --------------------- | --------------------- | --------------- | ---- | ------- |
| 8  | Jörg Teuchert         | Yamaha Deutschland    | Yamaha YZF R6   | 15   | 19º     |
| 69 | Gianluca Nannelli     | Lorenzini by Leoni    | Yamaha YZF R6   | 12   | 14º     |
| 77 | Thierry van den Bosch | Yamaha France - Ipone | Yamaha YZF R6   | 4    | 21º     |
| 31 | Karl Muggeridge       | Ten Kate Honda        | Honda CBR 600RR | 4    | 1º      |

### Superstock

#### Arrivati al traguardo
| Pos. | Nº | Pilota                 | Squadra                      | Motocicletta      | Giri | Tempo     | Griglia | Punti |
| ---- | -- | ---------------------- | ---------------------------- | ----------------- | ---- | --------- | ------- | ----- |
| 1º   | 84 | Michel Fabrizio        | Alstare Suzuki Italia        | Suzuki GSX 1000R  | 11   | 20'45.798 | 2º      | 25    |
| 2º   | 57 | Ilario Dionisi         | Celani                       | Suzuki GSX 1000R  | 11   | +1.066    | 1º      | 20    |
| 3º   | 38 | Lorenzo Lanzi          | Rox Racing                   | Ducati 999S       | 11   | +4.311    | 7º      | 16    |
| 4º   | 6  | Lorenzo Alfonsi        | T. Italia Lorenzini by Leoni | Yamaha YZF R1     | 11   | +4.827    | 6º      | 13    |
| 5º   | 16 | Enrique Rocamora       | Electrolombar Racing         | Suzuki GSX 1000R  | 11   | +4.945    | 5º      | 11    |
| 6º   | 8  | James Ellison          | HAP Racing                   | Suzuki GSX 1000R  | 11   | +5.398    | 3º      | 10    |
| 7º   | 10 | Riccardo Chiarello     | D.F.X. Racing                | Ducati 999S       | 11   | +14.077   | 19º     | 9     |
| 8º   | 15 | Alex Martinez          | Celani                       | Suzuki GSX 1000R  | 11   | +15.259   | 10º     | 8     |
| 9º   | 37 | William De Angelis     | Rox Racing                   | Ducati 999S       | 11   | +16.225   | 18º     | 7     |
| 10º  | 34 | José Hurtado           | MIR Racing                   | Suzuki GSX 1000R  | 11   | +24.111   | 8º      | 6     |
| 11º  | 11 | Massimo Bisconti       | Magic Bike Ducci F.R.        | Yamaha YZF R1     | 11   | +25.610   | 11º     | 5     |
| 12º  | 5  | Alessio Velini         | T. Italia Lorenzini by Leoni | Yamaha YZF R1     | 11   | +25.636   | 13º     | 4     |
| 13º  | 41 | Pierrot Lerat-Vanstaen | Plein Gaz                    | Suzuki GSX 1000R  | 11   | +34.445   | 23º     | 3     |
| 14º  | 40 | Maurizio Bottalico     | Special XGear                | Suzuki GSX 1000R  | 11   | +38.913   | 22º     | 2     |
| 15º  | 25 | Alessandro Brannetti   | FbC Racing                   | Aprilia RSV 1000R | 11   | +39.253   | 21º     | 1     |
| 16º  | 9  | Ciro Ranieri           | UnionBike GiMotorsport       | Yamaha YZF R1     | 11   | +39.316   | 20º     |       |
| 17º  | 74 | Dario Tosolini         | Biassono Racing              | Aprilia RSV 1000R | 11   | +55.135   | 17º     |       |
| 18º  | 77 | Nicolas Saelens        | Van Zon Honda Sitra          | Honda CBR 900RR   | 11   | +57.606   | 27º     |       |
| 19º  | 85 | Tomas Miksovsky        | STK Czech Accr               | Honda CBR 900RR   | 11   | +1'08.707 | 28º     |       |
| 20º  | 72 | Marco Tonini           | La Marca                     | Aprilia RSV 1000R | 11   | +1'09.765 | 30º     |       |
| 21º  | 18 | José Lombardo          | Electrolombar Racing         | Suzuki GSX 1000R  | 11   | +1'39.165 | 31º     |       |
| 22º  | 76 | Fabrizio De Noni       | Moto Racing                  | Suzuki GSX 1000R  | 10   | +1 giro   | 14º     |       |

#### Ritirati
| Nº | Pilota              | Squadra                 | Motocicletta        | Giri | Griglia |
| -- | ------------------- | ----------------------- | ------------------- | ---- | ------- |
| 73 | Bernat Martínez     | MIR Racing              | Suzuki GSX 1000R    | 10   | 4º      |
| 86 | Ayrton Badovini     | Biassono R.T. EVR Corse | Ducati 999S         | 7    | 12º     |
| 22 | Christian Dal Corso | Rox Racing              | Ducati 999S         | 7    | 24º     |
| 44 | John Laverty        | EMS Racing              | Suzuki GSX 1000R    | 5    | 15º     |
| 23 | Gerry Gepts         | Black Racing            | Suzuki GSX 1000R    | 4    | 26º     |
| 3  | Gianluca Vizziello  | UnionBike GiMotorsport  | Yamaha YZF R1       | 2    | 9º      |
| 28 | Giacomo Romanelli   | Special XGear           | Suzuki GSX 1000R    | 1    | 16º     |
| 27 | Raphael De Saver    | DGD Motorsport          | Suzuki GSX 1000R K1 | 0    | 29º     |
| 96 | Matěj Smrž          | STK Czech Accr          | Honda CBR 900RR     | 0    | 25º     |